# Bundestagswahlkreis Plön – Eutin/Nord
Der Wahlkreis Plön – Eutin/Nord war ein Bundestagswahlkreis in Schleswig-Holstein und umfasste das Gebiet des Kreises Plön und der zum Kreis Eutin gehörigen Gemeinden Bosau, Eutin, Malente und Süsel.

## Geschichte
Der Wahlkreis Plön – Eutin/Nord hatte die Wahlkreisnummer 7. Das Gebiet des Wahlkreises bestand für die Bundestagswahlen 1949 bis 1961 unverändert. Vor der Bundestagswahl 1965 wurde der Wahlkreis aufgelöst. Das Gebiet des Kreises Plön ging an den neu gebildeten Wahlkreis Plön und der nördliche Teil des Kreises Eutin an den Wahlkreis Segeberg – Eutin.

## Abgeordnete
Direkt gewählte Abgeordnete des Wahlkreises Plön – Eutin/Nord waren
| Jahr | Name           | Partei | Anteil der Erststimmen |
| ---- | -------------- | ------ | ---------------------- |
| 1961 | Heinrich Gerns | CDU    | 43,5 %                 |
| 1957 | Heinrich Gerns | CDU    | 51,8 %                 |
| 1953 | Heinrich Gerns | CDU    | 54,7 %                 |
| 1949 | Heinrich Gerns | CDU    | 46,7 %                 |